# Святий Престол
Святи́й Престо́л, Апо́стольський Престо́л, Апостольська столиця (лат. Sancta Sedes, Apostolica Sedes МФА: [saŋkta ˈsedes]; італ. Santa Sede, Sede Apostolica [santa ˈsɛːde]) — юрисдикція папи Римського в його ролі як єпископа Риму. Вона включає апостольський єпископський престол Римської єпархії, яка має універсальну церковну юрисдикцію над Католицькою церквою та суверенне місто-держава, відоме як Ватикан.
Згідно з католицькою традицією, він був заснований в I столітті святими Петром і Павлом, і в силу Петрину та Папської першості є основним центром повного причастя для католицьких християн у всьому світі. Священним Престолом керує Римська курія (латинською «Curia Romana»), яка є центральним урядом Католицької церкви. Римська курія включає різні дикастерії, порівнянні з міністерствами та виконавчими департаментами, а головний адміністратор кардинал -секретар. Папські вибори проводяться частиною коледжу кардиналів.
Хоча Святий Престол іноді метонімічно називають «Ватикан», держава-місто Ватикан була чітко заснована Латеранськими угодами 1929 року між Святим Престолом та Італією, щоб забезпечити тимчасову, дипломатичну та духовну незалежність папства. Таким чином, папські нунції, які є папськими дипломатами в державах і міжнародних організаціях, визнаються як представники Святого Престолу, а не міста-держави Ватикан, як це передбачено канонічним правом Католицької церкви. Святий Престол розглядається як центральний уряд Католицької церкви. Католицька церква, у свою чергу, є найбільшою недержавною організацією освіти та охорони здоров'я у світі. Дипломатичний статус Святого Престолу полегшує доступ до його великої міжнародної мережі благодійних організацій.
Святий Престол підтримує двосторонні дипломатичні відносини з 183 суверенними державами, ознаки конкордів та договорів та виконує багатосторонню дипломатію з численними міжурядовими організаціями, включаючи Організацію Об'єднаних Націй та її агентства, Раду Європи, Європейські громади, Організацію безпеки та спільно операція в Європі та організація американських держав.

## Суверенітет Святого Престолу
Святий Престол в міжнародному публічному праві є суверенним суб'єктом (лат. persona sui juris) в статусі persona sui generis. Святий Престол також володіє власною допоміжною суверенною територією, містом-державою Ватикан, сувереном якої з повнотою законодавчої, виконавчої і судової влади є папа Римський. Місто-держава Ватикан управляється від імені Римського Архієрея губернатором (що є одночасно головою папської комісії у справах міста-держави Ватикан). Цю посаду завжди посідає кардинал Римської курії, що призначається папою. З 1 жовтня 2021 року цю посаду обіймає Фернандо Вергес Альсага.
Ватикан не є самостійною державою (хоча в документах іменується містом-державою «Stato della Citta del Vaticano»), а є суверенною територією Святого Престолу (що часто плутають). Статус даного політико-територіального утворення встановлений положеннями Латеранських угод. Суверенітет Ватикану не самостійний, а випливає із суверенітету Святого Престолу, а останній є базовим суверенним суб'єктом, правоспроможним встановлювати дипломатичні відносини. Постійний світський суверенітет Святого Престолу триває вже близько півтори тисячі років (проголошений папою Григорієм Великим в 601 р.), і є найдавнішою суверенною одиницею з існуючих нині у світі.
Суверенітет Святого Престолу визнаний в міжнародному праві як самостійний і абсолютно не залежний від наявності суверенної території (persona sui generis). Усі дипломатичні відносини встановлюються не з містом-державою Ватикан, а зі Святим Престолом. Дипломатичні місії іноземних держав акредитуються при Святому Престолі. Дипломатичні місії Святого Престолу називаються апостольськими нунціатурами і очолюються апостольськими нунціями (статус надзвичайного і повноважного посла) або апостольськими делегатами (статус надзвичайного посланника і повноважного міністра). Святий Престол є постійним спостерігачем при ООН.
Святий Престол — теократична виборна монархія, очолювана Римським Архієреєм (папою Римським), який обирається колегією кардиналів під час конклаву довічно. Римський Архієрей має три нероздільні функції:
- Як світський суверен в статусі монарха;
- Як єпископ Рима, він є главою Католицької церкви та її найвищим ієрархом;
- Як суверен міста-держави Ватикан.

Урядом Святого Престолу є Римська курія, яка складається з державного секретаріату (розділеного на дві секції — загальні справи і закордонні справи), конґреґацій, трибуналів, папських рад, комісій та інших структурних одиниць.

## Історія
Після поразки в 1322 партії гібеллінів (прихильників імператорів Священної Римської імперії) у війні з гвельфами (прихильниками Святого Престолу), резиденція Святого Престолу все ще тимчасово знаходилася в Авіньйоні, куди була евакуйована з Рима у 1309 році. Повернення Святого Престолу до Рима відбулося в 1377 році за понтифікату Григорія XI.
До 1871 Святий Престол володів величезною допоміжною суверенною територією, яка займала практично всю центральну частину Апеннінського півострова (Церковна держава, Папська область, Папська держава). Папа як світський суверен іноді передавав території, що належать Святому Престолу, під повне світське управління, створюючи таким чином світських феодальних васалів в особі правителів, яких сам призначав.
У 1870 році, під час понтифікату Пія IX, війська сардинського короля Віктора Еммануїла, герцога Савойї і П'ємонту, під проводом Джузеппе Ґарібальді, вторгнулися на територію Церковної держави, переважаючими в багато разів силами здолали опір військових формувань і жандармерії Святого Престолу (озброєні формування Святого Престолу на той момент складали не більше 17000 чоловік) і захопили Рим. У 1871 році було проголошене Королівство Італія, і Віктор Еммануїл став королем. Святий Престол був позбавлений допоміжних територій. Проте на самого папу, членів Римської курії і папських придворних ніхто замахнутись не наважився. Резиденція Святого Престолу — Ватикан — залишилась недоторканною, аж до такої міри, що королівська поліція навіть не роззброїла жодне сухопутне військове формування Святого Престолу: ні корпус палатинської гвардії, що складався з громадян Риму, ні дворянську гвардію (Guardia Nobile), що складалася з папських лицарів — римських патриціїв і дворян Святого Престолу, ні навіть папську жандармерію, функції якої були повністю втрачені з втратою території, ні швейцарську гвардію — особисту охорону папи. Роззброєно тільки легіонерів (папських зуавів) і частини військово-морського флоту Святого Престолу. Королівство Італія навіть беззастережно і повністю визнавало всі звання і дворянські титули, які дарувалися Святим Престолом з 1871 по 1929 рр., в період формальної відсутності суверенної допоміжної території (хоча, як курйоз, територія Ватикану як і раніше охоронялася папськими військовими частинами). Хоча Святий Престол ніколи не позбавлявся свого унікального суверенітету (у статусі persona sui generis), проте в 1871 році він позбувся можливості дарувати феоди, карбувати монету і збирати мита й податки.
Однак у 1929 році Королівство Італія і Святий Престол узаконили свої відносини в Латеранських угодах і формально підтвердили визнання один одного суверенними суб'єктами, при цьому Королівство Італія формально повернуло Ватикан (і літню резиденцію понтифіка — Кастель-Ґандольфо) під повну юрисдикцію Святого Престолу.